# Di' Gay Project
Il Di' Gay Project - DGP è un'associazione di promozione sociale, senza scopo di lucro, che si occupa fondamentalmente dei diritti delle persone LGBTQ, nata a Roma nel 2000 per iniziativa di Imma Battaglia dopo l'abbandono del Circolo di cultura omosessuale Mario Mieli. Il nome riassume l'esigenza di affermare apertamente la propria identità sessuale (Di' Gay) e la volontà che la propria esperienza confluisca in un progetto comune di lotta per i diritti (Project).

## Obiettivi
L'associazione si occupa nello specifico di:
- Promuovere ed affermare i principi della pace e della non violenza, della giustizia, della libera convivenza e della democrazia, del dialogo inter-culturale, della lotta conto ogni forma di discriminazione nei confronti delle minoranze etniche, religiose, sessuali: compresa, in particolare, la lotta finalizzata alla tutela ed alla promozione della pari dignità e della solidarietà, anche in relazione ai diritti civili ed umani, dei soggetti gay-Iesbiche-bisessuali-transessuali e transgender (GLBT);
- promuovere iniziative, campagne, progetti di volontariato, cooperazioni, azioni di solidarietà, di sostegno allo sviluppo, di costruzione e di difesa dei diritti umani, nonché l'assistenza ai soggetti vittime di esclusione sociale e discriminazione di ogni tipo[2].

## Iniziative
Di' Gay Project è organizzatrice ufficiale del Gay Village, importante evento dell'estate romana e punto di aggregazione della comunità omosessuale e vincitore Best Event Awards 2011, il premio assegnato dall'Agenzia della Comunicazione ai migliori eventi organizzati in Italia. È inoltre promotrice del Premio Maria Baiocchi alla migliore tesi di laurea a tematica LGBT, che pubblica poi in una raccolta di volumi dal titolo Omosapiens. Ha realizzato il sito www.stopaids.it volto all'informazione e prevenzione sulle malattie sessualmente trasmissibili finanziato dalla Regione Lazio.
Nel contesto del Gay Village, assegna dall'estate 2011 i Gay Village Awards ai personaggi politici e del mondo dello spettacolo che maggiormente si sono distinti per aver sostenuto la comunità LGBT.
Cura AZ gay, la guida on-line delle attività commerciali GLBT presenti nelle principali città italiane con lo scopo di elencare e promuovere a titolo gratuito le iniziative rivolte in tutto o in parte ad un pubblico GLBT.
Organizza la serata di autofinanziamento intitolata Omogenic tutti i venerdì sera, svoltasi fino all'estate del 2011 presso il Circolo degli artisti per poi trasferirsi presso la storica discoteca Alibi e che attualmente si tiene presso il locale Distillerie Clandestine.
Il 27 maggio 2012, presso la sede del Dì Gay Project, Imma Battaglia celebra un "matrimonio civile" tra due donne, che firmano una scrittura privata predisposta dai legali dell'associazione che punta a tutelare la convivenza sulla base delle possibilità offerte dall'attuale legge italiana e messa a disposizione dall'associazione.